# Bülent Eken
Bülent Eken (Mersin, 26 ottobre 1923 – Istanbul, 25 luglio 2016) è stato un allenatore di calcio e calciatore turco, di ruolo difensore.
Il suo fratello minore Reha Eken è stato a sua volta un calciatore professionista.
Aveva i piedi rivolti all'interno.

## Carriera
Da giocatore, ha offerto le sue prestazioni a Galatasaray, Salernitana e Palermo. Fu il primo giocatore turco nel campionato italiano.
Ha partecipato ai Giochi Olimpici del 1948 ed ai Mondiali del 1954.
Rimasto in Italia ad allenare, è stato allenatore della Nazionale turca dal 27 marzo al 9 ottobre 1963.